# Weird War Tales
Weird War Tales fue un comic book bélico con tinte sobrenatural editado por la compañía estadounidense DC Comics desde septiembre de 1971 a junio de 1983, con 124 números publicados.

## Historia sobre la publicación
El título original estuvo activo durante 12 años y 124 números. Era una serie de antología que contaba historias de guerra, con elementos de terror, misterio, fantasía y hasta elementos de ciencia ficción. Los cambios hechos por la Comics Code Authority que se hicieran el uso de elementos de terror fuese posible. Cada historia fue presentada por la muerte, representada generalmente como un esqueleto vestido con uniforme militar diferente cada historia. El nombre del título fue inspirado por el editor Joe Orlando. Walt Simonson escribió por su primer trabajo de historietasa nivel profesional al escribir esta serie desde el Weird War Tales #10 (enero de 1973). Roger McKenzie y la primera participación de Frank Miller en una de las historias que cubrió dos páginas se Weird War Tales #68 (octubre de 1978). Los personajes recurrentes comenzaron a aparecer posteriormente en la serie cuando la serie estaba en curso, sobre todo el personaje conocido como "G.I. Robot", y la historia que permitió el regreso de "La guerra que el tiempo olvidó", que originalmente contaba sus Star Spangled War Stories. El escritor JM DeMatteis y dibujante Pat Broderick crearon Creature Comandos en Weird War Tales #93 (noviembre de 1980).
En Weird War Tales #101 (julio de 1981), G.I. Robot aparece en una isla del Pacífico junto a los Marines para luchar contra el ejército japonés. Aunque el robot es técnicamente llamado "Jungle Automatic Killer Experimental Number 1" (JAKE 1), se le apodó como G.I. Robot. JAKE 1 sería destruido en Weird War Tales #111 (mayo de 1982), pero sustituido por JAKE 2, que sigue luchando en varias islas del Pacífico, incluyendo la misma Isla Dinosaurio. Equipos posteriores aparecería los Creature Comandos.
Los Números de la serie #22, 23, 30, 32, 40, 42-44, 46-49, 51-53, 64, 68, 69 y 123 presentaron una serie de viñetas breves llamadas "El día después del Juicio Final", con personajes ampliamente condenados que tratan con diversas amenazas y establecen duras ironías sobre la vida en un paisaje posterior a una guerra nuclear apocalíptica. Las primeras historias en escenarios posapocalípticos abordan una sociedad reducida a formas medievales siete siglos después de la guerra, pero la mayoría de los otros parecían que tenían que lidiar a corto plazo después, con resultados inesperados de la radiación o daños a la infraestructura, que casi siempre era la captura que los personajes tenían por sorpresa. La serie entera fue reimpresa en la recopilación Showcase Presents: El Gran Desastre
Otras historias ofrecían a menudo soldados robots, fantasmas, muertos vivientes y otros personajes paranormales de diferentes épocas en el tiempo.

## Trayectoria editorial

### Primera serie: 1971-1983
La cabecera original era una antología de historias de guerra con elementos de ciencia ficción, terror, misterio y suspense. La introducción del horror fue posible gracias a los cambios del Comics Code Authority en esa época. Cada historieta era presentada por la Muerte, representada normalmente como un esqueleto vestido con diferentes uniformes militares en cada número. Avanzada la serie, comenzaron a aparecer personajes recurrentes, entre los que destacan el G.I. Robot y la vuelta de The War That Time Forgot (que había surgido en Star Spangled War Stories). El escritor J. M. DeMatteis y el dibujante Pat Broderick crearon los Creature Commandos en Weird War Tales #93 (noviembre de 1980).
| Número | Fecha   | Título                                      | Guionista       | Dibujante    |
| ------ | ------- | ------------------------------------------- | --------------- | ------------ |
| 1      | 10/1971 | The Secret of the Fort Which Did Not Return | Robert Kanigher | Russ Heath   |
| 1      | 10/1971 | The Story Behind the Cover                  | Joe Kubert      | Joe Kubert   |
| 1      | 10/1971 | The End of the Sea Wolf                     | Bob Haney       | Joe Kubert   |
| 1      | 10/1971 | Baker's Dozen                               | Ed Herron       | Irv Novick   |
| 1      | 10/1971 | You Must Go                                 | Joe Kubert      | Joe Kubert   |
| 2      | 12/1971 | Reef of No Return                           | Bob Haney       | Mort Drucker |

### Revival: 1997, 2000
Weird War Tales fue relanzada dentro del sello Vertigo como una serie limitada compuesta de 4 números ordinarios entre junio y septiembre de 1997, más un especial en 2000. Colaboraron en ellos los guionistas Brian Azzarello, Ian Edginton, Paul Jenkins, Peter Kuper, Joe R. Lansdale, Peter Milligan, Grant Morrison, Gordon Rennie, John Ney Rieber y los dibujantes Richard Corben, Randy DuBurke, Duncan Fegredo, Frank Quitely, Sam Glanzman, Peter Kuper, James Romberger y Eric Shanower.

## Ediciones recopilatorias
- Showcase Presents: Weird War Tales recolecta Weird War Tales #1-21, 576 páginas, diciembre de 2012, ISBN 1-4012-3694-4
- The Steve Ditko Omnibus Volumen 1 incluye Historias de Weird War Tales #46, 49, 95, 99, and 104-106, 480 páginas, septiembre de 2011, ISBN 1-4012-3111-X
- Creature Commandos recolecta Weird War Tales #93, 97, 100, 102, 105, 108-112, 114-119, 121, and 124, 288 páginas, diciembre de 2013, ISBN 978-1401243821